# ترنتون هاسل
ترنتون هاسل (بالإنجليزية: Trenton Hassell)‏ مواليد 4 مارس 1979 في كلاركسفيل، هو لاعب كرة سلة أمريكي سابق بدأ مسيرته الاحترافية في سنة 2001 حيث تم اختياره من قبل فريق شيكاغو بولز خلال الدرافت. يبلغ طوله 6 قدم 5 بوصة (2.0 م). اعتزل اللعب في 2011.

## فرق لعب لها
- شيكاغو بولز
- مينيسيوتا تيمبر وولفز
- دالاس مافيريكس
- بروكلين نتس

## إحصائيات المسيرة

### الموسم الاعتيادي
| السنة   | الفريق                | لعب | بدأ | دقيقة | ميداني% | ثلاثية | حرة  | ارتداد | صنع | استلاب | تصدي | نقطة |
| ------- | --------------------- | --- | --- | ----- | ------- | ------ | ---- | ------ | --- | ------ | ---- | ---- |
| 2001–02 | شيكاغو بولز           | 78  | 47  | 28.7  | .425    | .364   | .763 | 3.3    | 2.2 | .7     | .6   | 8.7  |
| 2002–03 | شيكاغو بولز           | 82  | 53  | 24.4  | .367    | .325   | .745 | 3.1    | 1.8 | .6     | .7   | 4.2  |
| 2003–04 | مينيسيوتا تيمبر وولفز | 81  | 74  | 28.0  | .465    | .308   | .787 | 3.2    | 1.6 | .4     | .7   | 5.0  |
| 2004–05 | مينيسيوتا تيمبر وولفز | 82  | 51  | 25.2  | .474    | .091   | .789 | 2.7    | 1.6 | .4     | .4   | 6.6  |
| 2005–06 | مينيسيوتا تيمبر وولفز | 77  | 67  | 32.6  | .464    | .304   | .744 | 2.8    | 2.6 | .6     | .4   | 9.2  |
| 2006–07 | مينيسيوتا تيمبر وولفز | 76  | 68  | 29.3  | .490    | .240   | .783 | 3.2    | 2.7 | .3     | .3   | 6.7  |
| 2007–08 | دالاس مافيريكس        | 37  | 6   | 12.5  | .463    | .250   | .500 | 1.2    | .7  | .2     | .0   | 2.1  |
| 2007–08 | بروكلين نتس           | 26  | 0   | 11.9  | .364    | .200   | .750 | 1.5    | .6  | .2     | .1   | 1.8  |
| 2008–09 | بروكلين نتس           | 53  | 31  | 20.6  | .450    | .250   | .800 | 2.8    | 1.0 | .4     | .3   | 3.7  |
| 2009–10 | بروكلين نتس           | 52  | 31  | 21.3  | .411    | .000   | .754 | 2.9    | 1.0 | .3     | .2   | 4.5  |
| المسيرة |                       | 644 | 428 | 25.3  | .445    | .318   | .765 | 2.8    | 1.8 | .4     | .4   | 5.8  |

### التصفيات
| السنة   | الفريق                | لعب | بدأ | دقيقة | ميداني% | ثلاثية | حرة  | ارتداد | صنع | استلاب | تصدي | نقطة |
| ------- | --------------------- | --- | --- | ----- | ------- | ------ | ---- | ------ | --- | ------ | ---- | ---- |
| 2004    | مينيسيوتا تيمبر وولفز | 18  | 18  | 26.2  | .521    | .500   | .813 | 2.4    | 1.5 | .6     | .4   | 7.7  |
| المسيرة |                       | 18  | 18  | 26.2  | .521    | .500   | .813 | 2.4    | 1.5 | .6     | .4   | 7.7  |

## روابط خارجية
- ترنتون هاسل على موقع إن بي أي (الإنجليزية)
- ترنتون هاسل على موقع سبورتس رفرنس (الإنجليزية)
- ترنتون هاسل على موقع كرة السلة الأوروبية.كوم (الإنجليزية)
- ترنتون هاسل على موقع كلية كرة السلة في سبورتس رفرنس.كوم (الإنجليزية)
- ترنتون هاسل على موقع ريلجم (الإنجليزية)
- ترنتون هاسل على موقع بروبوليرز (الإنجليزية)